# Огородник, Орест Владимирович
Оре́ст Влади́мирович Огоро́дник (род. 28 апреля 1973, Львов, Львовская область, УССР) — украинский актёр, драматург, режиссер-постановщик Национального академического украинского драматического театра имени Марии Заньковецкой, Заслуженный деятель искусств Украины.

## Биография
Родился 28 апреля 1973 во Львове, окончил Высший музыкальный институт имени Николая Лысенко.
По специальности - Актер музыкально-драматического театра и кино, курс народного артиста Украины, профессора Федора Стригуна и Львовский национальный университет имени Ивана Франко, факультет культуры и искусств, кафедра режиссуры, курс народного артиста Украины, профессора Федора Стригуна.
Актёр и режиссер-постановщик Национального академического украинского драматического театра имени Марии Заньковецкой.

## Театральная карьера

### Актёрская деятельность
- «Последний гречкосий» Орест Огородник — Инспектор/Аристарх;
- «Визит пожилой дамы» Фридрих Дюрренматт — Тоби;
- «Веер леди Виндермир» Оскар Уайльд — Мистер Гоппер;
- «Небылицы об Иване, найденные в рисованном сундуке с надписями» Иван Миколайчук — Господин на санях;
- «Гуцулка Ксеня» Ярослав Барнич — Юра;
- «Государственная измена» Рей Лапика — Пантелеймон Кулиш/Василий Белозерский/Степан;
- «Иисус, сын Бога живого» Василий Босович — Иисус Варавва;
- «Невольник» Тарас Шевченко — Путник, запорожец;
- «Сильва» Имре Кальман — Эдвин, их сын;
- «Трое товарищей» Эрих Мария Ремарк — Готтфрид Ленц;
- «Шарика» Ярослав Барнич — Степан Балинский;
- «Назар Стодоля» Тарас Шевченко — Хома Кичатый, сотник;
- «По щучьему велению» Марко Кропивницкий — Дед Всевид/Цыган;
- «История лошади» Лев Толстой — Феофан (он же Фриц);
- «Цилиндр» Эдуардо Де Филиппо — Родольфо;
- «Бездна» Орест Огородник — Орест, госслужащий;
- «Рождественская ночь» Михаил Старицкий (за Николаем Гоголем) — Корней Чуб, богатый казак;
- «Украденное счастье» Иван Франко — Мефодий;
- «Мария Заньковецкая» Иван Рябокляч — Михаил Старицкий;
- «Гайдамаки» Тарас Шевченко — гайдамака;
- «Павел Полуботок» Кость Ураган — солдат;
- «Не убивай» за Богданом Лепким — ротмистр;
- «Батурин» за Богданом Лепким — казак;
- «По щучьему велению» Марко Кропивницкий — дед Всевид;
- «Ромео и Джульетта» Уильям Шекспир — Тибальт;
- «Иисус, сын Бога живого» Василий Босович — солдат, Искуситель, Петр, Варавва, посланник, вестник;
- «Маклена Грасса» Николай Кулиш — С. Грасса;
- «На грани» Леся Украинка — солдат;
- «Хозяин» Иван Карпенко-Карий — Калинович;
- «Ночь на полонине» Александр Олесь — лесной черт;
- «Шарика» Ярослав Барнич — Степан Балинский/Тарас;
- «А дождь все идет» А. Пиддубна — придворный;
- «Обычная горошина» Всеволод Данилевич — император Труляцийский;
- «Светлая моя, мука» Василий Симоненко — чтец;
- «Гамлет» Уильям Шекспир — Лаерт;
- «Безталанная» Иван Карпенко-Карий — парубок;
- «Маруся Чурай» Лина Костенко — запорожец;
- «Се Ля Ви» Надежда Ковалик — Феодул;
- «В воскресенье рано зелье копало...» Ольга Кобылянская — цимбалист;
- «Моя профессия – сеньор из высшего света» Джулио Скарниччи, Ренцо Тарабузи — Витторио;
- «Питер Пен» Джеймс Барри — Смешко, боцман;
- «Мачеха» Оноре де Бальзак — Рашель;
- «Храбрый петушок» Наталья Забила, Борис Яновский — Петушок;
- «Триумфальная женщина» Надежда Ковалик — Пьер Костенко;
- «Два цвета» Дмитрий Павлычко — чтец;
- «Андрей» Валерий Герасимчук — офицер;
- «Для домашнего очага» Иван Франко — офицер;
- «Пока солнце взойдет, роса глаза выест» Марко Кропивницкий — Степан, парень;
- «Ивонна, принцесса Бургундская» Витольд Гомбрович — Кирилл, шляхтич;
- «Никита Кожемяка» Александр Олесь — сын;
- «Благочестивая Марта» Тирсо де Молина — поручик;
- «Оргия» Леся Украинка — Федон;
- «Серенада для суженой» Елена Пчилка, Славомир Мрожек — Перепелица;
- «Савва Чалый» Иван Карпенко-Карий — Иван Найда, запорожец.

### Режиссерская карьера
Режиссёр-постановщик
- «Последний гречкосий» Орест Огородник
- «Шут невольно» Орест Огородник
- «Кризис» Орест Огородник
- «Сто тысяч» Иван Карпенко-Карий
- «Бездна» Орест Огородник
- «За двумя зайцами» Михаил Старицкий
- «Милая моя, дорогая моя» Орест Огородник

Сценарист
- I Международного фестиваля имени Квитки Цисык, 2011 год

Режиссёр
- «Ивасик Телесик» Орест Огородник
- Творческие вечера Екатерины Хомяк , Святослава Максимчука, Бориса Мируса
- Новогодне-рождественский концерт
- Новогодние интермедии
- «Кризис», Волынский академический областной украинский музыкально-драматический театр им. Т. Шевченко
- Режиссёр пяти Фестивалов национальных меньшинств во Львове
- I Международного фестиваля имени Квитки Цисык, 2011 год

Ассистенты режиссёра
- «Сильва» Имре Кальман

## Награды
- Лауреат Областной премии в области культуры, литературы, искусства, журналистики и архитектуры имени Бориса Романицкого за 2009 год – за постановку спектакля по современной тематике «Кризис», премьеры сезона 2008-2009 года [1] .
- Диплом І степени ІІ Всеукраинского театрального фестиваля «Коломыйские представления» за спектакль «Кризис».
- Диплом ІІ степени IV Всеукраинского театрального фестиваля «Коломыйские представления» за спектакль «Последний гречкосий».
- Премии Фестиваля «Тернопольские театральные вечера 2011» спектакля «Последний гречкосий» в номинации «За режиссуру 1-й степени» – Орест Огородник, режиссер и автор спектакля.

## Фильмография
- 2008 — «Владыка Андрей» — Леон
- 2002 — «Голубой месяц » (Австрия) — Евгений Пазукин[2]
- 2000 — «Непокорённый» — Сорока, воин УПА
- 1995 — «Атентат - Осеннее убийство в Мюнхене» — Роман

Выполнил главные роли в рекламных роликах:
- «Львовское пиво» – Князь
- «Первая частная пивоварня» – Бармер
- «Хлебный дар» – Герцог.